# Ezio Corlaita
Ezio Corlaita (Bologna, 25 ottobre 1889 – Bologna, 20 settembre 1967) è stato un ciclista su strada italiano. Professionista dal 1909 al 1922, vinse la Milano-Sanremo nel 1915 e tre tappe al Giro d'Italia.

## Carriera
Attivo tra il 1909 e il 1921, era corridore dotato di un buono spunto veloce, ma ottenne anche alcune vittorie con attacchi da lontano. Il suo principale successo fu la vittoria alla Milano-Sanremo del 1915, ottenuto a tavolino in seguito alla squalifica di Costante Girardengo. Nel 1910 vinse la classifica isolati del Giro d'Italia.

## Palmarès
- 1911 (Senior-Polack, due vittorie)

9ª tappa Giro d'Italia (Ancona > Sulmona)
12ª tappa Giro d'Italia (Napoli > Roma)
- 1913 (Stucchi, una vittoria)

Milano-Modena
- 1914 (Ganna, una vittoria)

Giro dell'Emilia
- 1915 (Dei, una vittoria)

Milano-Sanremo
- 1919 (Stucchi, una vittoria)

4ª tappa Giro d'Italia (Ferrara > Pescara)

### Altri successi
- 1910 (Bianchi)

Classifica isolati Giro d'Italia

## Piazzamenti

### Grandi Giri
- Giro d'Italia

1909: 19º
1910: 4º
1911: 5º
1913: ritirato
1919: 7º
- Tour de France

1909: ritirato (7ª tappa)

### Classiche monumento
- Milano-Sanremo

1909: 27º
1912: 4º
1913: 3º
1915: vincitore
1917: 7º
1918: 4º
1921: 20º
- Giro di Lombardia

1911: 22º